# Skryje (Moravia meridionale)
Skryje (in tedesco Skree) è un comune della Repubblica Ceca facente parte del distretto di Brno-venkov, in Moravia Meridionale.